# Heather Moody
Pour les articles homonymes, voir Moody.
Heather L. Moody, née le 21 août 1973 à Rexburg, est une joueuse de water-polo américaine.
Joueuse de l'équipe des États-Unis de water-polo féminin, elle est vice-championne olympique aux Jeux d'été de 2000 à Sydney, championne du monde en 2003 et médaillée de bronze olympique aux Jeux d'été de 2004 à Athènes,.